# Sanfrecce Hiroshima
Sanfrecce Hiroshima (Japans: サンフレッチェ広島, Sanfuretche Hiroshima) is een Japanse voetbalclub. De club komt uit de stad Hiroshima en speelt in de J-League.

## Geschiedenis
De club is opgericht in 1991 bij de start van de J-League. Sanfrecce ontstond uit het bedrijfsteam van Mazda: Mazda Soccer Club Toyo wat vanwege de naamsverandering van het moederconcern in 1980 een opvolger was van Toyo Kogyo Football Club of Toyo Industrial Football Club uit 1938.
In de jaren 60 en 70 was de club vrij succesvol, later werd het stil rondom de club tot het in 1987 weer de finale van de Emperor's Cup bereikte. Dit was reden om de club mee te nemen in de plannen van de J-League.
In 1991 veranderde de club van naam in Sanfrecce Hiroshima. Sanfrecce is afgeleid van het Japanse woord San, wat drie betekent, en Frecce, Italiaans voor pijlen. Het verwijst naar een Japans verhaal over een man (Mori Motonari) die zijn drie zonen vertelt dat men één pijl makkelijk kan breken, maar drie niet en dat men bij elkaar hoort te blijven. Deze naam moest teamspirit geven wat in het begin ook zeker lukte. De successen werden na de beginperiode echter steeds minder en in 2002 degradeerde de club naar de J-League 2 om vervolgens na een jaar weer terug te keren. In 2007 degradeerde de club voor een tweede keer naar de J2 nadat het de play-offs verloor van Kyoto Sanga FC. De anticlimax was groot, omdat de club in datzelfde jaar de bekerfinale haalde, maar eveneens met lege handen achterbleef. In 2008 werd de Xerox Supercup gewonnen. In 2012 werd Sanfrecce Hiroshima landskampioen.

## Erelijst

### J-League
- Winnaar in 1965, 1966, 1967, 1968, 1970 (als Toyo Kogyo SC) en 2012, 2013
- Winnaar stadium in 1994 (1e)

### J-League 2
- Promotie in 2003 (2e plaats)

### Emperor's Cup
- Winnaar in 1965, 1967, 1969 (als Toyo Kogyo SC)
- Verliezend finalist in 1966, 1970, 1978 (als Toyo Kogyo SC), 1987 (als Mazda SC Toyo), 1995, 1996, 1999, 2007, 2013, 2022

### Xerox Supercup
- Winnaar in 2008
- Verliezend finalist in 1979 (als Toyo Kogyo SC)

### Wereldkampioenschap voetbal voor clubs
- Vijfde in 2012

## Eindklasseringen
- Eerst wordt de positie in de eindranglijst vermeld, daarna het aantal teams in de competitie van het desbetreffende jaar. Voorbeeld 1/18 betekent plaats 1 van 18 teams in totaal.

| Jaar | J1    | J2   |
| ---- | ----- | ---- |
| 1993 | 5/10  |      |
| 1994 | 2/12  |      |
| 1995 | 10/14 |      |
| 1996 | 14/16 |      |
| 1997 | 12/17 |      |
| 1998 | 10/18 |      |
| 1999 | 8/16  |      |
| 2000 | 11/16 |      |
| 2001 | 9/16  |      |
| 2002 | 15/16 |      |
| 2003 |       | 2/12 |
| 2004 | 12/16 |      |
| 2005 | 7/18  |      |
| 2006 | 10/18 |      |
| 2007 | 16/18 |      |
| 2008 |       | 1/15 |
| 2009 | 4/18  |      |
| 2010 | 7/18  |      |
| 2011 | 7/18  |      |
| 2012 | 1/18  |      |

## Bekende (oud-)spelers
- Marcus Tulio Tanaka
- Tadanari Lee
- Yuichi Komano
- Yosuke Kashiwagi
- Yukio Shimomura
- Kenzo Ohashi
- Yoshinori Shigematsu
- Takehiko Kawanishi
- Takayuki Kuwata
- Yoshinobu Ishii
- Michihiro Ozawa
- Kazuo Imanishi
- Ikuo Matsumoto
- Junji Kawano
- Tsuyoshi Kunieda
- Yasuyuki Kuwahara
- Teruo Nimura
- Takeshi Ono
- Koji Funamoto
- Aritatsu Ogi
- Atsuyoshi Furuta
- Yoshiichi Watanabe
- Katsuyuki Kawachi
- Satoru Yamagishi

- Yahiro Kazama
- Katsuyoshi Shinto
- Yoshiro Moriyama
- Toshihiro Yamaguchi
- Hajime Moriyasu
- Kazuya Maekawa
- Kentaro Sawada
- Takuya Takagi
- Hiroshige Yanagimoto
- Ryuji Michiki
- Yasuyuki Moriyama
- Norio Omura
- Takashi Shimoda
- Kenichi Uemura
- Chikara Fujimoto
- Kazuyuki Toda
- Shusaku Nishikawa
- Ryota Moriwaki
- Tatsuhiko Kubo
- Hisato Sato
- Yojiro Takahagi
- Kazuhiko Chiba
- Tsukasa Shiotani
- Yusuke Minagawa

- Hiroki Mizumoto
- Tomoaki Makino
- Toshihiro Aoyama
- Takuma Asano
- Tony Popovic
- Aurelio Vidmar
- Graham Arnold
- Hayden Foxe
- Steve Corica
- César Sampaio
- Joubert Araújo Martins
- Ilian Stoyanov
- Michel Pensée
- Tomislav Erceg
- Ivan Hašek
- Pavel Černý
- Davit Mujiri
- John van Loen
- Pieter Huistra
- Ron Jans
- Tore Pedersen
- Jean-Paul Vonderburg
- Serhij Skasjenko
- Dan Calichman
- Oleg Pashinin

## Bekende (ex-)trainers
- Stuart Baxter
- Wim Jansen